# Nord-Alberta

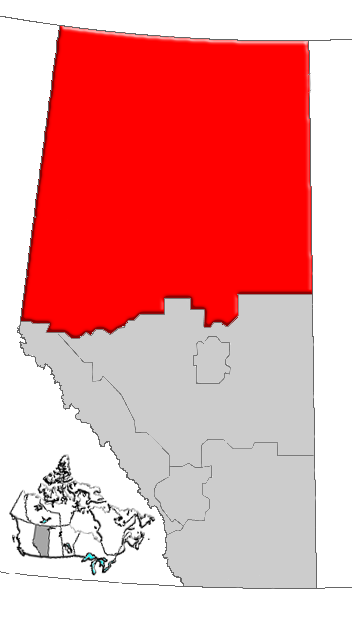
Auf der Karte von Alberta ist die Lage der Region rot markiert.

Nord-Alberta (englisch Northern Alberta) ist eine der sechs Regionen in der kanadischen Provinz Alberta. 

## Geographie
|                   | Nordwest-Territorien                        |              |
| British Columbia  | Kompassrose, die auf Nachbargemeinden zeigt | Saskatchewan |
| Alberta’s Rockies | Zentral-Alberta                             |              |

Neben dem Aspen Parkland und dem Muskeg gibt es in der Region vor allem – weiter nördlich – borealen Nadelwald. Im Peace Country findet man entlang des Peace Rivers und seinen Nebenflüssen auch Ackerbau und Weidewirtschaft auf den fruchtbaren Böden der dortigen Prärie vor.

### Gewässer
In der Region befinden sich das Sumpfgebiet des Peace-Athabasca-Binnendeltas.

#### Flüsse
- Athabasca River
- Chinchaga River
- Clearwater River
- Firebag River
- Hay River
- Peace River
- Petitot River
- Wapiti River

#### Seen
In der Region befinden sich die größten Wasserflächen in ganz Alberta:
- Athabascasee
- Clairesee

### Schutzgebiete
- Caribou Mountains Wildlife Park in den Caribou Mountains zum Schutz der Rentiere
- Wood-Buffalo-Nationalpark als größter Nationalpark in Kanada

## Sehenswürdigkeiten
| Name                                                         | Ort            |
| ------------------------------------------------------------ | -------------- |
| Historical Society-Heritage Park                             | Fort McMurray  |
| Historic Site                                                | Dunvegan       |
| Kimiwan Birdwalk                                             | McLennan       |
| Interpretive centre                                          | -              |
| Lesser Slave Lake Provincial Park mit dem Vogelobservatorium | -              |
| Muskoseepi Park                                              | Grande Prairie |
| Ölsandentdeckungszentrum                                     | Fort McMurray  |

## Kimberlit-Felder
In der Region gibt es drei Kimberlitfelder:
- Birch-Mountains-Kimberlitfeld
- Buffalo-Head-Hills-Kimberlitfeld
- Nord-Alberta-Kimberlitfeld

## Wirtschaft
Der Hauptwirtschaftszweig der Region ist die Gas- und Ölförderung, die in den Athabasca-Ölsanden sowie im Ölfeld Wabasca betrieben werden. Die Gasförderung konzentriert sich hauptsächlich auf das Peace River Country sowie das Gebiet um Chinchaga und Rainbow Lake. Daneben gibt es auch noch Forstwirtschaft und Holzfällerei im borealen Nadelwald.

## Verkehr

### Straßen
Neben den Alberta Highways 2 und 43 führen die folgenden Straßen durch die Region:
| Nr. | Name                           |
| --- | ------------------------------ |
| -   | Mackenzie Highway              |
| 88  | Bicentennial Highway           |
| -   | Northern Woods and Water Route |
| 63  | -                              |

### Flughäfen
- Fort McMurray Airport
- Grande Prairie Airport
- Peace River Airport

## Politik
Für die Repräsentation in der Legislativversammlung von Alberta ist die Region in die folgenden zehn Wahlbezirke aufgeteilt:
- Athabasca-Redwater
- Barrhead-Morinville-Westlock
- Bonnyville-Cold Lake
- Dunvegan-Central Peace
- Fort McMurray-Wood Buffalo
- Grande Prairie Smoky
- Grande Prairie Wapiti
- Lac La Biche-Saint Paul
- Lesser Slave Lake
- Peace River

## Verwaltungsgliederung
Die Region gliedert sich in die folgenden vier Census Divisions:
- Division Nr. 16
- Division Nr. 17
- Division Nr. 18
- Division Nr. 19

Folgende Municipal Districts werden der Region zugerechnet:
- Athabasca County
- Big Lakes County
- Birch Hills County
- Clear Hills County
- Municipal District of Fairview No. 136
- County of Grande Prairie No. 1
- Municipal District of Greenview No. 16
- Municipal District of Lesser Slave River No. 124
- County of Northern Lights
- Northern Sunrise County
- Municipal District of Opportunity No. 17
- Municipal District of Peace No. 135
- Saddle Hills County
- Municipal District of Smoky River No. 130
- Municipal District of Spirit River No. 133

## Sport
Sportler aus Nord-Alberta nehmen regelmäßig an den Arctic Winter Games teil, neben Athleten aus Nunavut, den Nordwest-Territorien und dem Yukon sowie Nunavik. Weiterhin nehmen auch Athleten aus Alaska und Grönland an diesen Spielen teil.